# ナンシー・メトカフ
ナンシー・メトカフ（Nancy Jean Metcalf、出生名はNancy Jean Meendering、1978年11月12日 - ）は、アメリカ合衆国の女子バレーボール選手。元アメリカ合衆国代表。

## 来歴
アイオワ州スー郡生まれ。2001年12月、ネブラスカ大学を卒業。在学中の2000年1月にナショナルチームに参加している。
2002年からプロ競技選手となり、プエルトリコリーグのIndias de Mayagüezでキャリアをスタートした。Indias de Mayagüezでは2シーズンプレーし、2002年には優勝に大きく貢献しMVPを獲得。同じく2002年・2003年にベストスコアラーとベストスパイカーに輝いた。
2002年、ドイツで開催された世界選手権で三大大会デビューを果たし、銀メダルを獲得。翌2003年のワールドグランプリでも銅メダルを獲得した。
2003年にサントドミンゴで開催されたNORCECA選手権で優勝し、ワールドカップへの出場権を獲得。そのワールドカップでも3位入賞を果たし、アテネオリンピックの出場権を獲得した。2003-04シーズンはイタリアのペルージャでプレー。
2004年のモントルーバレーマスターズでは準優勝を果たし、同年のアテネオリンピックにアメリカ合衆国代表として出場したが、5位に終わった。
2005年、ナショナルチーム代表としてNORCECA選手権で優勝し、自らもMVPに輝いた。2005-06シーズンはイタリアのOriginal Marines Arzanoと契約したが、同チームが財政面でトラブルがあり、トルコのエジザージュバシュに移籍した。
2006-07シーズンはスペインのCAVムルシア2005でプレーした後、翌シーズンはエジザージュバシュに復帰。トルコリーグ選手権でチーム準優勝に貢献した
。
2011年からはアゼルバイジャン女子バレーボール・スーパーリーグのロコモティフ・バクーに移籍、さらに2012年にはイトゥサチ・バクーに移籍した。
2013年10月、V・チャレンジリーグの上尾メディックスに移籍、登録名は「ナンシー・ジーン・メットカフ」である。2013/14V・チャレンジリーグのチーム準優勝とチームのV・プレミアリーグ昇格の原動力となり、自らも敢闘賞と得点王に輝いた。

## 所属チーム
- 1998-2001  ネブラスカ大学
- 2002-2003  Indias de Mayagüez
- 2003-2004  ペルージャ
- 2005  Indias de Mayagüez
- 2005-2006  Marianna Guerriero Arzano
- 2006  エジザージュバシュ
- 2006-2007  Grupo 2002 Murcia
- 2007-2009  エジザージュバシュ
- 2009-2010  Usiminas/Minas
- 2010  Criollas de Caguas
- 2010-2012  ロコモティフ・バクー
- 2012-2013  イトゥサチ・バクー
- 2013-2014  上尾メディックス

## 受賞歴
- 2002年 - プエルトリコリーグ MVP、ベストスコアラー、ベストスパイカー
- 2003年 - プエルトリコリーグ ベストスコアラー、ベストスパイカー
- 2005年 - NORCECA選手権 MVP
- 2005年 - パンアメリカンカップ ベストスコアラー
- 2009年 - NORCECA選手権 ベストスパイカー
- 2014年 - チャレンジリーグ 敢闘賞、得点王